# Ampulex sikkimensis
Ampulex sikkimensis là một loài côn trùng cánh màng trong họ Ampulicidae, thuộc chi Ampulex. Loài này được Kriechbaumer miêu tả khoa học đầu tiên năm 1874.